# أكيرا ياناغاوا
أكيرا ياناغاوا (باليابانية: 柳川明) مواليد 15 يوليو 1971 في كاغوشيما، هو متسابق دراجات نارية ياباني. نافس في بطولة العالم للسوبربايك وبطولة العالم للموتو جي بي.

## النتائج

### سباق الجائزة الكبرى للدراجات النارية

#### حسب الموسم
| الموسم | الفئة      | الدراجة  | السباق | الفوز | المنصة | الانطلاق | أسرع لفة | النقاط | الترتيب |
| ------ | ---------- | -------- | ------ | ----- | ------ | -------- | -------- | ------ | ------- |
| 2002   | موتو جي بي | كاواساكي | 1      | 0     | 0      | 0        | 0        | 0      | ن.غ.م   |
| 2003   | موتو جي بي | كاواساكي | 2      | 0     | 0      | 0        | 0        | 0      | ن.غ.م   |
| 2007   | موتو جي بي | كاواساكي | 1      | 0     | 0      | 0        | 0        | 0      | ن.غ.م   |
| إجمالي |            |          | 4      | 0     | 0      | 0        | 0        | 0      |         |

#### السباقات حسب السنة
(مفتاح) (السباقات بالخط العريض تشير لترتيب الانطلاق, السباقات بالخط المائل تشير لأسرع لفة)
| السنة | الفئة      | الدراجة  | 1          | 2          | 3       | 4     | 5       | 6             | 7         | 8        | 9       | 10      | 11       | 12       | 13          | 14       | 15         | 16       | 17      | 18     | مركز  | نقاط |
| ----- | ---------- | -------- | ---------- | ---------- | ------- | ----- | ------- | ------------- | --------- | -------- | ------- | ------- | -------- | -------- | ----------- | -------- | ---------- | -------- | ------- | ------ | ----- | ---- |
| 2002  | موتو جي بي | كاواساكي | اليابان    | ج. أفريقيا | إسبانيا | فرنسا | إيطاليا | كتالونيا      | هولندا 11 | بريطانيا | ألمانيا | تشيك    | البرتغال | البرازيل | الهادئ ل.ين | ماليزيا  | أستراليا   | بلنسية   |         |        | ن.غ.م | 0    |
| 2003  | موتو جي بي | كاواساكي | اليابان 18 | ج. أفريقيا | إسبانيا | فرنسا | إيطاليا | كتالونيا ل.ين | هولندا    | بريطانيا | ألمانيا | تشيك    | البرتغال | البرازيل | الهادئ      | ماليزيا  | أستراليا   | بلنسية   |         |        | ن.غ.م | 0    |
| 2007  | موتو جي بي | كاواساكي | قطر        | إسبانيا    | الصين   | تركيا | فرنسا   | إيطاليا       | كتالونيا  | بريطانيا | هولندا  | ألمانيا | أمريكا   | تشيك     | سان مارينو  | البرتغال | اليابان 17 | أستراليا | ماليزيا | بلنسية | ن.غ.م | 0    |

## روابط خارجية
- أكيرا ياناغاوا على موقع WorldSBK.com (الإنجليزية)